# Dimitrija Demeter
Dimitrija Demeter (21. juli 1811 i Agram – 24. juni 1872 sammesteds) var en kroatisk digter af græsk herkomst. 
Demeter er særlig kendt ved sine nationale dramaer (Kærlighed og Pligt, Blodhævnen, Teuta) og sit lyrisk-episke digt om slaget ved Grobnik. Desuden skrev han flere noveller og oversættelser (blandt andet af Goethes Faust). 